# Oratorio dell’Immacolatella
Das Oratorio dell’Immacolatella ist ein Kirchengebäude des Spätbarock im italienischen Palermo.

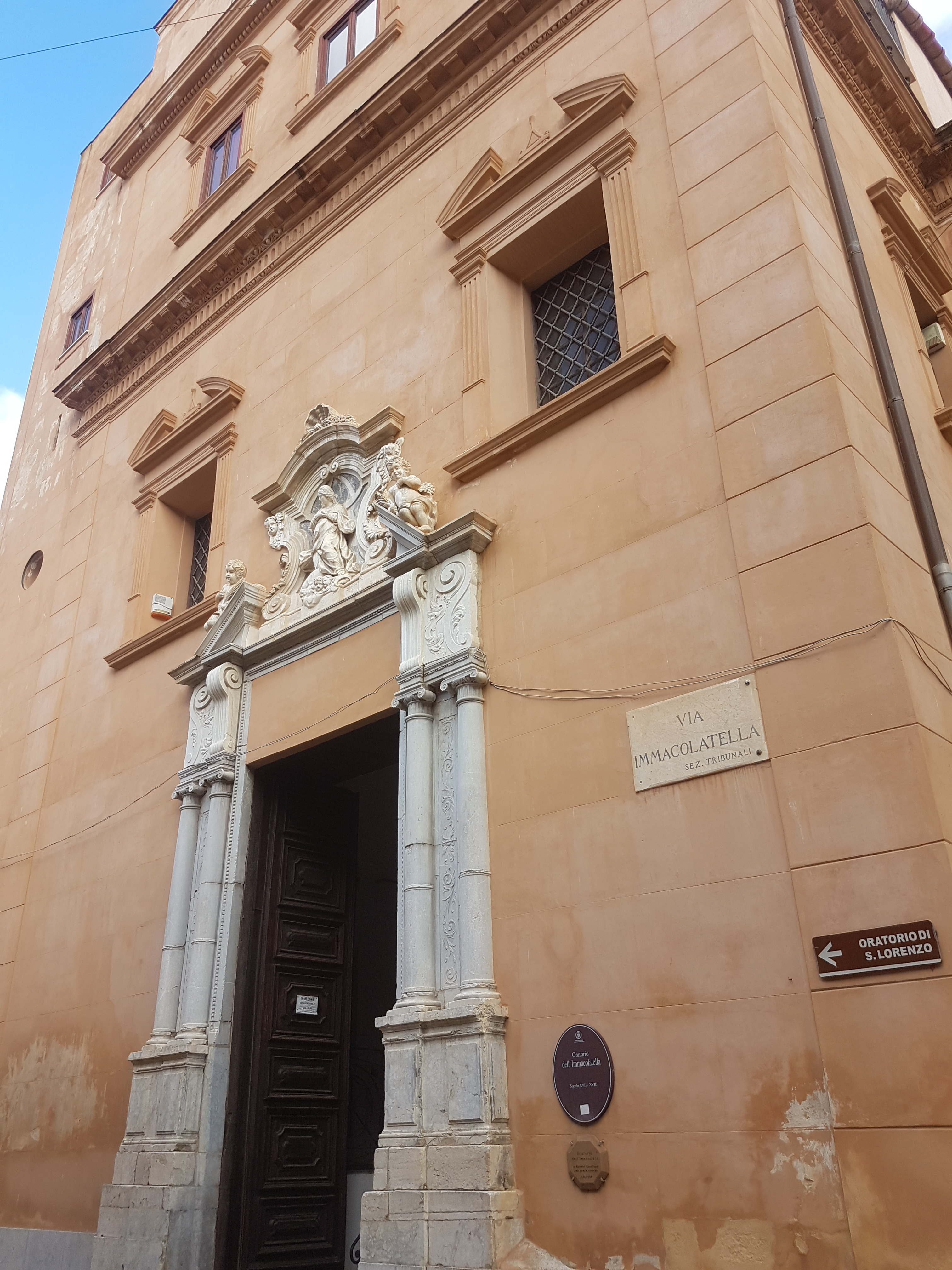
Fassade Oratorio dell’Immacolatella, Palermo, Sizilien

Erbaut wurde das neben der Basilika San Francesco in der Via Immacolatella gelegene Gebäude zwischen 1725 und 1726 unter der Leitung des Architekten Gaetano Lazzara im Auftrag der 1575 gegründeten „Compagnia dell’Immacolata“ auf den Grundmauern eines Vorgängerbaus. Der einzige Schmuck der schlichten, dreiteiligen Fassade ist die Bekrönung des Eingangs mit einem Madonnenmedaillon, das von Putten begleitet von einem Wellengiebel überdacht wird. Das Innere ist mit Stuck von Procopio Serpotta und seinem Mitarbeiter Vincenzo Perez dekoriert worden. Das Deckenfresko mit Szenen aus dem Leben der Jungfrau Maria stammt von weniger bekannten Vincenzo Dongiovanni.
Die Medaillons an den Wänden zeigen die vier Kirchenväter (Hieronymus, Augustinus, Gregor der Große, Ambrosius) und andere Heilige (St. Kyrill von Alexandrien, St. Sophronius von Jerusalem, St. Johannes Chrysostomos und den Heiligen Papst Anastasius I.), im Presbyterium sind die Propheten Jesaja, Ezechiel, Jeremia und Baruch dargestellt.